# I symfonia c-moll – „Zlonickie dzwony” Dvořáka
I Symfonia c-moll – „Zlonickie dzwony” BK9 – symfonia skomponowana przez Antonína Dvořáka w 1865 roku.

## Historia
W 1853 roku wuj Antonína Dvořáka, Antonín Zdeněk, szafarz w Zlonicach, zaproponował rodzicom przyszłego kompozytora, że weźmie go na naukę do siebie.
W listopadzie 1854 roku Dvořák został przyjęty „do terminu w rzemiośle rzeźniczym”. W tym czasie podjął naukę muzyki u miejscowego kantora – Antonína Liehmanna oraz dyrygenta chóru – Josefa Tomana.
Dvořák pracował nad I Symfonią w pierwszych miesiącach 1865 r. Partyturę dokończył w pierwszych dniach wiosny tego roku. Opowiadał później, że I Symfonię posłał na jakiś konkurs do Niemiec. Uważał dzieło za zaginione, a nawet zniszczone. W 1873 roku, po sukcesie wykonania hymnu Spadkobiercy Białej Góry Op.30, Dvořák zrewidował (częściowo zniszczył) swój dotychczasowy dorobek kompozytorski i wprowadził nową numerację opusową. Partyturę symfonii odnaleziono później w Lipsku, jednak Dvořák nigdy się o tym nie dowiedział. Mimo wszystko Dvořák nie zapomniał o symfonii i po wielu latach wymieniał Symfonię c-moll w spisie utworów młodzieńczych pod tytułem „Zlonické Zvony” („Zlonickie dzwony”). Dzwony były uważane za symbol domu rodzinnego, domu pełnego muzyki, a pobyt z Zlonicach, kojarzył mu się z rozwojem swojej muzykalności, gdzie pozostawał pod wpływem Liehmanna.

## Części utworu
I Allegro, c-moll
II Adagio di molto, As-dur
III Allegretto, c-moll
IV Finale. Allegro animato, C-dur
I Symfonia c-moll powstała pod wpływem muzyki Ludwiga van Beethovena, a zwłaszcza jego V Symfonii c-moll, Op.67. Poszczególne części mają identyczną tonację: c-moll – As-dur – c-moll – C-dur (choć naturalnie może to być czysty przypadek), ale przede wszystkim cała koncepcja dzieła jest niemal identyczna: od dramatycznego wstępu do pełnego blasku finału. Mimo wielu walorów I Symfonia c-moll Dvořáka jest utworem młodego, niedoświadczonego kompozytora.
Wiele motywów, zwłaszcza z pierwszej części I Symfonii, wykorzystał Dvořák w Sylwetkach (Silhouety), Op.8.